# Głęboki Worek

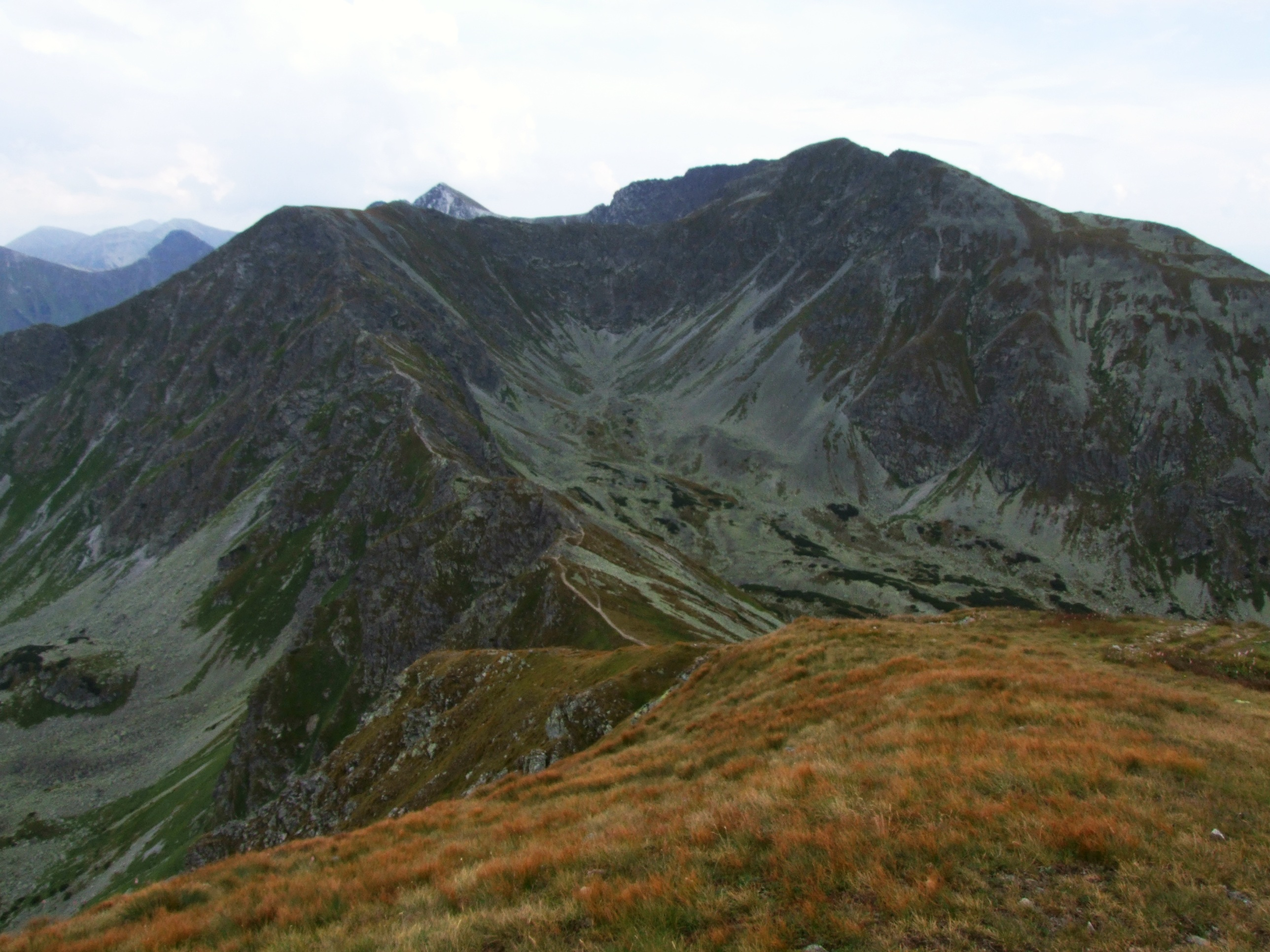
Kocioł poniżej Spalonej Kopy i Pacholi

Głęboki Worek lub Kieszeń (słow. Vrece) – głęboki kocioł lodowcowy w słowackich Tatrach Zachodnich. Znajduje się w górnej części Doliny Głębokiej (środkowego odgałęzienia Doliny Jałowieckiej). Z trzech stron zasłonięty jest stromymi i skalistymi ścianami Spalonej Kopy, grani Skrzyniarek oraz Pachoła i jej ramienia zwanego Płaczliwe. Jest to ponure miejsce, zawalone gruzowiskiem skał i niemal całkowicie pozbawione roślin. Bardzo długo zalega tu śnieg, którego masy zsuwają się do dna kotła z otaczających go stromych ścian skalnych. Kocioł jest suchy.